# Ular Facula
L'Ular Facula è una struttura geologica della superficie di Mercurio.